# Le Malade imaginaire (film)
Pour les articles homonymes, voir Le Malade imaginaire (homonymie).
Pour plus de détails, voir Fiche technique et Distribution.
Le Malade imaginaire (Il malato immaginario) est une comédie italienne de Tonino Cervi sortie en 1979, avec comme interprètes principaux Alberto Sordi, Laura Antonelli, Bernard Blier, Christian de Sica et Marina Vlady.

## Synopsis
Argante est un riche propriétaire terrien convaincu qu’il est malade. En fait, c’est un hypocondriaque. Sa phobie l’amène à s'entourer de compétences médicales discutables. La pièce est tirée de l'œuvre originale de Molière, en trois actes, écrite en 1673. Molière aimait décrire à travers ses personnages le retard de la médecine de son temps. L’action se déroule à Rome en proie à la pauvreté et à la violence des révoltes paysannes causées par la faim. Les paysans en colère envahissent la maison d’Argante car il a entièrement converti ses terres en pâturages, laissant aux pauvres paysans sans terre …..le soin de cultiver des céréales. La moitié seulement des terres devait être convertie. Argante est entouré de faux-jetons, qui passent leur temps à comploter derrière son dos: administrateur des terres qui ne respecte pas les compromis, médecins qui spéculent sur sa maladie imaginaire, avec d'étranges théories médicales infondées, sa propre épouse, qui souhaite sa mort dans le but d'empocher l'héritage. Les seules personnes qui l’aiment vraiment sont sa fille Angelica et sa servante Tonina. Argante ne découvre cet amour vrai de sa fille que lorsque, sentant sa fin venir, il découvre la vérité avec l’aide de sa servante. Argante finit par se réconcilier avec Angelica avec qui il s'était querellé parce qu’elle refusait d'épouser de force un médecin nommé Claudio.

## Analyse
Il s'agit d'une libre adaptation cinématographique de la pièce de théâtre de Molière, Le Malade imaginaire, que le film, non content d'en modifier les dialogues, en transpose l'action dans l'Italie du XVIIe siècle.
Par la suite, Tonino Cervi renouvelle l'expérience en 1990 avec une autre œuvre du dramaturge français, L'Avare, (L'avaro), dont les vedettes sont également Alberto Sordi et Laura Antonelli, et dont la musique est à nouveau signée Piero Piccioni.

## Fiche technique
Sauf indication contraire, les informations mentionnées dans cette section peuvent être confirmées par la base de données cinématographiques IMDb,  présente dans la section « Liens externes ».
- Titre français : Le Malade imaginaire
- Titre original : Il malato immaginario
- Réalisation : Tonino Cervi
- Scénario : Alberto Sordi, Tonino Cervi et Cesare Frugoni
- Photographie : Armando Nannuzzi
- Musique : Piero Piccioni
- Montage : Nino Baragli
- Costumes : Piero Tosi
- Production : Piero La Mantia
- Pays de production :  Italie
- Format : Couleurs
- Genre : Comédie
- Durée : 107 minutes
- Date de sortie : 
  - Italie : 20 décembre 1979

## Distribution
- Alberto Sordi: Argante
- Christian De Sica: Claudio Anzalone
- Ettore Manni: L'administrateur des Terres
- Vittorio Caprioli: Vincenzo, le vieux serviteur
- Stefano Satta Flores: Le notaire
- Bernard Blier: le docteur Purgone
- Laura Antonelli: Tonina
- Giuliana De Sio: Angelica
- Marina Vlady: Lucrezia, la seconde femme d’Argante
- Carlo Bagno: Le docteur Anzalone
- Eros Pagni: Le docteur
- Victoria Zinny: Une paysanne
- Veronica Zinny: Luigina
- David Pontremoli: Claudio
- Franco Merli
- Mattia Pinoli
- Pietro Torrisi